# بیدشهر
بیدشهر، شهری در بخش بیدشهر شهرستان اوز در استان فارس ایران است.
فاصله این شهر تا مرکز بخش بیدشهر (شهر کوره)، ۸ کیلومتر است.

## مردم‌شناسی
دین مردم شهر بیدشهر اسلام و مذهب اهل‌سنت شافعی است و
همچنین از قوم اَچُمی بوده و به زبان اچمی سخن می‌گویند.

## جمعیت
این روستا در بخش بیدشهر قرار دارد و براساس سرشماری مرکز آمار ایران در سال ۱۳۹۵، جمعیت آن 6100 نفر (۱۰۵۶ خانوار) بوده‌است.

## دیدنی‌ها

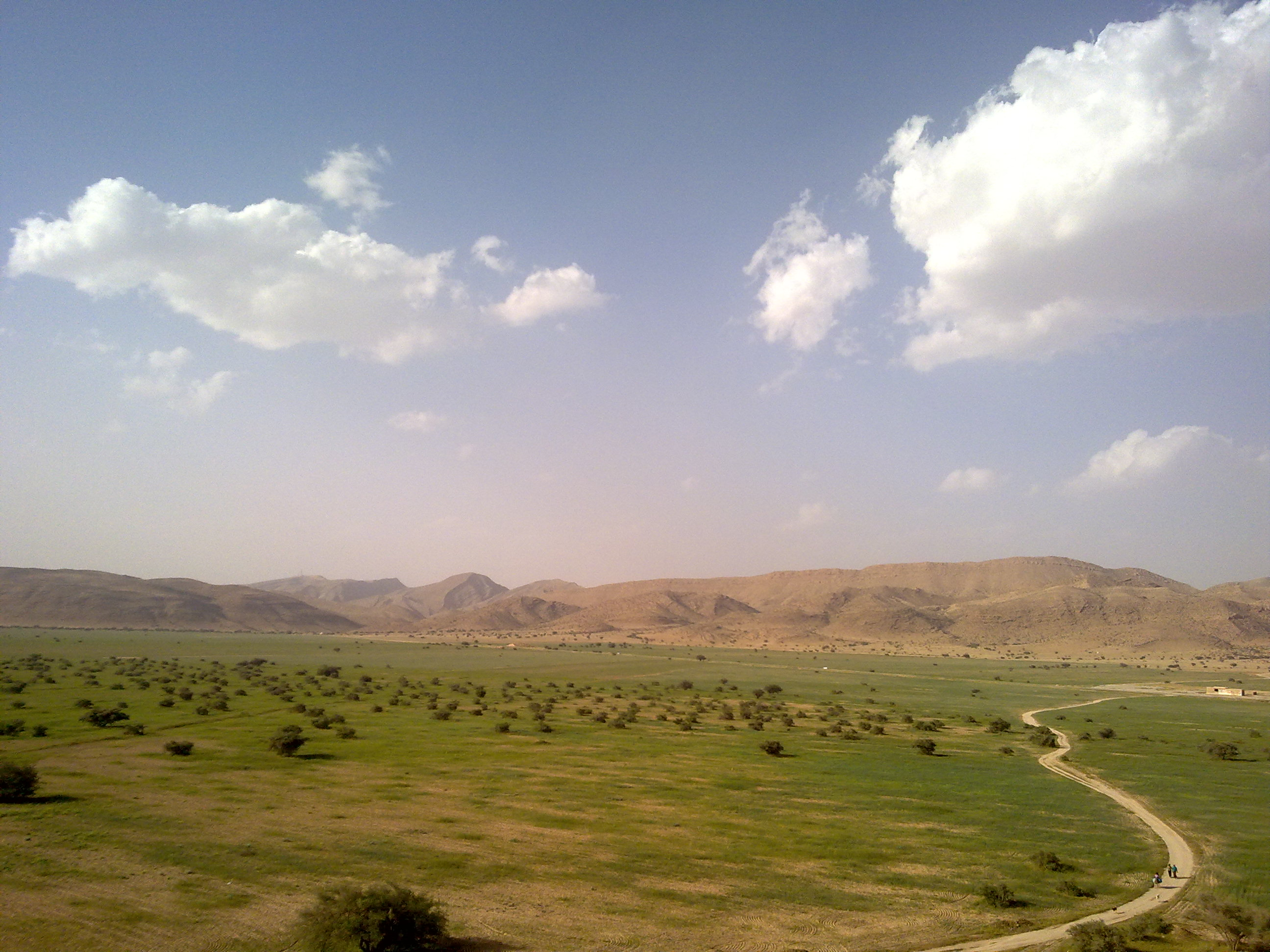
دشت مشک در نزدیکی بیدشهر

1. آبشار دَروا: این آبشار فصلی با چشم‌اندازی زیبا پذیرای مهمانان زیادی است که از دروای کنار روستا باید گذشت و پس از طی مسافت طولانی با پیاده و گذر از مسیرهای صعب العبور به آنجا رسید. پارک بام بیدشهر نیز که معروف به استراحتگاه می‌باشد در شش کیلومتری این روستا می‌باشد که محلی برای استراحت مسافران و تفرجگاه و تفریگاه عموم می‌باشد.
2. دریاچه فصلی بیدشهر